# 长沙铁路局
长沙铁路局，是中国铁路史上已经撤消的一个铁路局。

## 历史
1958年大跃进期间，各中央直属企事业单位纷纷下放地方或者部省共管。1958年11月成立长沙铁路局。管辖里程共914.9km，营业里程为890km：
- 京广线蒲圻（不含）至坪石（不含），长646.1km；
- 湘桂线衡阳至冷水滩，计152.0km；
- 浙赣线株洲至老关（不含），计54.7km；
- 湘潭支线田心至湘潭，计24.6km；
- 资许支线，计37.5km。

长沙铁路局直管89个单位，局机关设24个处室，职工4.1万余人。局长王效斌、党委书记王直哲。
- 总工程师室
- 办公室
- 安全监察室
- 车务处
- 商务处
- 货运处
- 客运处
- 机务处
- 车辆处
- 工务处
- 电务处
- 基本建设处
- 工程处
- 材料供应处
- 人事处
- 劳动工资处
- 计划处
- 统计处
- 财务会计处
- 教育处
- 卫生处
- 生活管理处
- 军事动员科
- 公安处
- 科学技术研究所
- 衡阳办事处

1961年8月1日，长沙铁路局撤销，所辖铁路分别划归广州铁路局、武汉铁路局及南昌铁路局。浙赣线醴陵--姚家坝区间划给南昌局:1。广州局与武汉局以衡阳站南咽喉为分界点。